# Dypsis ifanadianae
Dypsis ifanadianae – gatunek palmy z rzędu arekowców (Arecales). Występuje endemicznie na Madagaskarze, w prowincji Fianarantsoa. Znane jest tylko jedno jego naturalne stanowisko.
Rośnie w bioklimacie wilgotnym. Występuje na wysokości do 500 m n.p.m.